# Bitva u Mutiny
Bitva u Mutiny proběhla 21. dubna roku 43 př. n. l. mezi jednotkami Marca Antonia a jednotkami Gaia Vibia Pansy Caetroniana a Aula Hirtia, kteří vojensky podporovali jednoho z Caesarových vrahů Decima Junia Bruta Albina.

## Události předcházející bitvě
Rok po vraždě Gaia Julia Caesara jednání mezi Marcem Antoniem a Římským senátem uvízla na mrtvém bodě. Římský senát totiž zpočátku prohlašoval Caesara za tyrana. Jeho vražda byla podle zákonů Římské republiky „oprávněná“. Caesarovi vrazi Cassius a Decimus Junius Brutus Albinus byli považováni za osvoboditele Římské republiky. Caesar však mnoha členům Senátu a římské nobility věnoval nemalé finance a rozsáhlé majetky, udělil veřejné funkce, které by, přirozeně, po smrti tyrana, museli vrátit. Podle římského práva totiž veškeré právní a státní úkony tyrana byly neplatné. Názor některých členů Senátu se tak přikláněl v opak a Cassius a Brutus byli považováni za vrahy. Senát byl tak rozdělen na pompeiovce a caesarovce. Marca Antonia považoval za tyrana, kterým ho také po bitvě u Mutiny, prohlásil. K zamítavému postoji Senátu vůči Antoniovi přispěl zejména Cicero. Pomstychtivý Antonius jej nechal později zavraždit.
Marcus Antonius shromáždil vojsko a vydal se na pochod proti Brutovi, kterého v té době Senát pověřil správou Předalpské Galie. Antonius žádal po Senátu správcovství této Galie a odmítl nabízené místo správce Makedonie. Vojsko Marka Antonia se v březnu 43 př. n. l. vydalo na pochod, aby oblehlo Decima Bruta v Mutině (dnešní Modeně). U osady Forum Gallorum, nedaleko Mutiny, se vojska Antonia střetla s republikánskými vojsky Gaia Vibia Pansy (14. nebo 15. dubna 43 př. n. l.) a utrpěla porážku. Pansa byl v bitvě smrtelně raněn.

## Bitva
Po šesti dnech se vojska opět střetla poblíž Mutiny a Antonius, znovu poražen, upustil od obléhání města. V bitvě padl i druhý konzul Aulus Hirtius. Vojsku bez vojevůdců velel Gaius Octavianus Caesar (Augustus). Pro Decima Bruta to však nebylo vítězství a Gaius Octavianus, který se ocitl v čele Pansova a Hirtiova vojska, odmítl jednat o míru s Decimem Brutem neboť, jak prohlásil, mu šlo o střetnutí s Marcem Antoniem.

## Význam a důsledky bitvy
Senát pak postavil do čela republikánského vojska právě Decima Bruta, což považoval Octavianus za urážku. Z bitvy u Mutiny se Octavianus, kterého považoval Antonius za příliš mladého a nezralého, vrátil jako vítěz rovný Antoniovi. Octavian se po návratu do Říma stal konzulem. S Antoniem pak krátce poté uzavřel v Boloni příměří vedoucí k druhému triumvirátu. Bitva a vítězství u Mutiny byly v životě a kariéře Octaviana Augusta rozhodujícím mezníkem. Získal uznání a respekt jako Caesarův dědic a nástupce. V autobiografii Res Gestae Divi Augusti se nepřímo o této události zmiňuje.
Antonia (s Kleopatrou) pak porazil po několika letech, roku 31 př. n. l., v bitvě u Actia.